# Kolonka

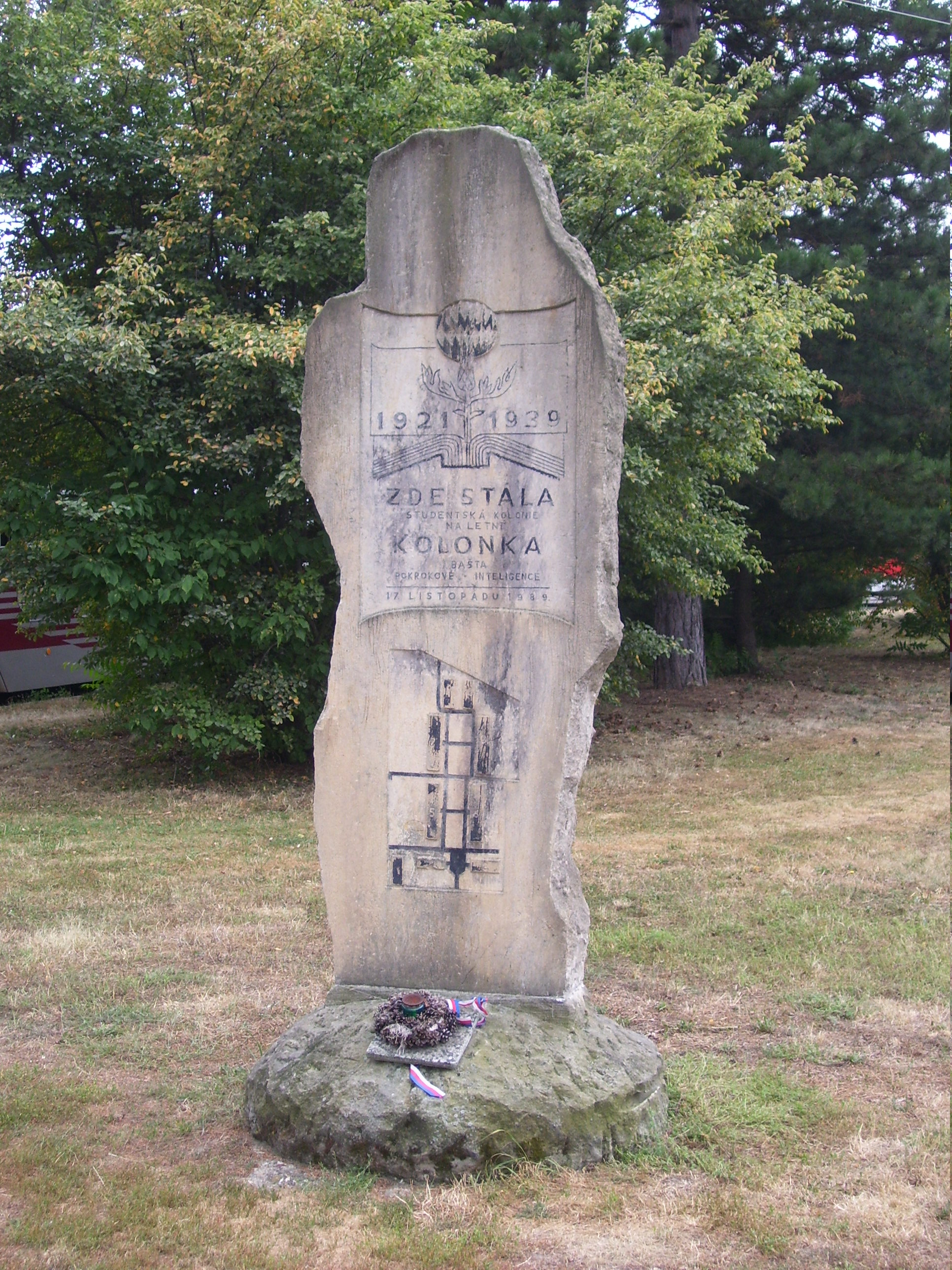
Pomník Kolonky uprostřed tramvajové smyčky Špejchar

Kolonka byla studentská ubytovna, nacházející se na místě dnešní tramvajové smyčky Špejchar v Praze na Letné. Původně se jednalo o soubor devíti dřevěných budov postavených podle návrhu architekta Miloše Vaněčka v kubistickém stylu v letech 1920–1922. Ubytovna byla od počátku plánovaná jako provizorní s tím, že na jejím místě bude do 10 let realizována výstavba veřejných budov. Demolice prvních čtyř objektů však proběhla až v roce 1937, zbývající část byla zbořena na konci roku 1975. V letech 1939–1945 byla ubytovna využívána německými jednotkami, mimo jiné jako základna pro bojové operace při potlačování Pražského povstání.